# Mark Trumbo
Mark Daniel Trumbo (16 de enero de 1986) es un primera base y jardinero estadounidense de béisbol profesional que juega para los Orioles de Baltimore de las Grandes Ligas (MLB). También jugó para los Angelinos de Anaheim desde 2010 hasta 2013, para los Diamondbacks de Arizona en 2014 y 2015, y para los Marineros de Seattle en 2015. Trumbo fue un All-Star en 2012 y 2016.

## Inicios
Trumbo nació en Anaheim, California, y jugó béisbol en la escuela secundaria en Villa Park High School en Villa Park, California. Al crecer, Trumbo jugó béisbol de viajes contra los actuales jugadores de la liga mayor Phil Hughes y Brandon Barnes. En Villa Park, Trumbo fue lanzador e infielder, y fue un All-American de la preparatoria en el 2005, luego de batear .425 y lograr una efectividad de 2.20 en el montículo

## Carrera en Grandes Ligas

### Angelinos de Anaheim
Trumbo fue seleccionado por los Angelinos de Anaheim en la ronda 18 (533.º en total) del Draft de Béisbol de la Liga Mayor de 2004. Fue promovido a las ligas mayores como parte de las expansiones de la lista de septiembre el 3 de septiembre de 2010. Hizo su debut en las ligas mayores el 11 de septiembre de 2010, como bateador emergente para Mike Napoli y luego permaneció en el Juego para jugar primera base.
Trumbo entró en la temporada 2011 buscando un tiempo de juego temprano en la primera base después de una primavera en la que mostró su poder más acreditado. Trumbo bateó su primer jonrón de carrera el 12 de abril de 2011, frente a Fausto Carmona de los Indios de Cleveland. Aunque planeaba ser un campocorto hasta que Kendrys Morales regresó de la lesión, se convirtió en el primera base a tiempo completo de los Angelinos para la temporada 2011 debido a la cirugía de final de temporada de Morales. Lideró a todos los novatos con 29 jonrones y 87 carreras impulsadas mientras bateaba .254 en su campaña de novato, pero terminó segundo en la categoría de Novato del Año votando a Jeremy Hellickson de los Rays de Tampa Bay. Trumbo también lideró la Liga Americana en eliminatorias. con 1.284 en 2011.
Los Angelinos adquirieron a Albert Pujols el 8 de diciembre de 2011, lo que obligó a Trumbo a cambiar de posición. En las primeras etapas de la temporada 2012, Trumbo y Alberto Callaspo compartieron tiempo en la tercera base; Trumbo también comenzó juegos en el campo izquierdo y derecho, así como bateador designado.
El 10 de junio de 2012, Trumbo tuvo seis carreras impulsadas en dos jonrones de tres carreras en un partido contra los Rockies de Colorado. Trumbo fue seleccionado para el Home Run Derby 2012 por el capitán Robinson Cano de la Liga Americana , avanzando a la segunda ronda antes de ser derrocado en un playoff por José Bautista. Trumbo fue elegido para su primer juego de estrellas, que fue el Juego de Estrellas de las Grandes Ligas de Béisbol de 2012, en su segunda temporada.
En 2013, bateó para .234 / .294 / .453 en 620 turnos al bate.

### Arizona Diamondbacks
Los Angelinos intercambiaron a Trumbo con los Diamondbacks de Arizona en un intercambio de tres equipos que también involucraba a los Medias Blancas de Chicago. Los Angelinos recibieron a Tyler Skaggs y Hector Santiago, mientras que los Medias Blancas de Chicago recibieron a Adam Eaton y los Diamondbacks también recibieron a dos jugadores para ser nombrados más tarde. El 6 de abril, Trumbo bateó su carrera número 100 en su carrera contra los Rockies de Colorado. El 24 de abril, Trumbo fue colocado en la lista de incapacitados de 15 días con una fractura por estrés en el pie izquierdo. Fue retirado de la lista de lesionados el 7 de julio. En 2014, bateó para .235 / .293 / .415 en 328 en turnos al bate.

### Marineros de Seattle
El 3 de junio de 2015, los Diamondbacks intercambiaron a Trumbo y Vidal Nuño con los Marineros de Seattle por el receptor Welington Castillo, el relevista Dominic Leone y los prospectos Gabby Guerrero y Jack Reinheimer.
Trumbo jugó en 96 juegos para los Marineros y recortó .263 / .316 / .419 al batear 13 Home Run, 13 dobles y conducir en 41 carreras.

### Orioles de Baltimore
El 2 de diciembre de 2015, los Marineros cambiaron a Trumbo y CJ Riefenhauser a los Orioles de Baltimore por Steve Clevenger. Trumbo fue 5-4 en el primer juego de la temporada 2016, su sexto juego de carrera con cuatro hits.
Trumbo conectó su primer jonrón con un uniforme de los Orioles el 11 de abril. Volvió a jonrones al día siguiente. Trumbo conectó un jonrón por tercera vez en cuatro juegos el 14 de abril, y el 15 de abril, Trumbo se convirtió en el primer Oriole en batear dos jonrones en la misma entrada, conduciendo en un total de cinco carreras en la victoria por regreso de Orioles 11-5 sobre el Rangers de Texas. Fue el octavo juego de jonrones en la carrera de Trumbo.
A lo largo de sus primeros diez juegos, Trumbo bateó .400, cinco jonrones y tuvo 11 carreras impulsadas. Más tarde, Trumbo fue nombrado co-jugador de la Liga Americana de la semana después de recortar .320 / .346 / .960, pegar cinco jonrones, manejar 11 carreras y anotar ocho veces. Para el mes de abril, Trumbo recortó .337 / .385 / .573 con un OPS de .958, seis jonrones, 19 carreras impulsadas y tres dobles.
Trumbo logró su noveno juego de carrera de varios jonrones el 3 de mayo en una victoria por 4-1 sobre los Yankees. El 11 de mayo, Trumbo tuvo su décimo juego de carrera de varios jonrones. Trumbo terminó mayo con una línea de barra de .239 / .291 / .550. A pesar del bajo promedio, conectó nueve jonrones en el mes y acumuló 18 carreras impulsadas. También sumó cinco dobles y un triple. En una victoria de 12-7 sobre los Medias Rojas de Boston el 2 de junio, Trumbo y los Orioles lanzaron siete jonrones, dos de los cuales pertenecían a Trumbo. Trumbo tuvo un fuerte junio, ya que recortó .281 / .328 / .553 mientras lanzaba ocho jonrones y conducía en 23 carreras. Más tarde, fue seleccionado para participar en el Home Run Derby y fue seleccionado para su segundo Juego de Estrellas en su carrera. En el derby, Trumbo bateó 16 jonrones en la primera ronda y 14 en la segunda, perdiendo finalmente al campeón del Derby Giancarlo Stanton.
El 18 de agosto, Trumbo estableció un nuevo récord de carrera en jonrones, 35, contra los Astros de Houston. El 22 de agosto, Trumbo conectó un jonrón de 2 carreras en contra de los Nacionales de Washington. Con el jonrón, acumuló su carrera número 500. El jonrón fue también su séptimo hit consecutivo siendo un jonrón. El 28 de agosto, Trumbo conectó su 40.º jonrón de la temporada. Se convirtió en el quinto Oriole más rápido en pegar su cuadrangular número 40 en una temporada (Chris Davis, Jim Gentile, Brady Anderson y Frank Robinson). El 18 de septiembre, Trumbo estableció un nuevo récord en su carrera con RBIs, con 101, al batear su 43.º jonrón del año contra los Rays de Tampa Bay. Trumbo conectó su 44.º jonrón del año, líder de la liga, el 23 de septiembre en una victoria por 3-2 sobre los Diamondbacks. Fue la quinta carrera de jonrones de su carrera.
Trumbo terminó el año después de haber jugado 159 partidos, recortando .256 / .316 / .533 mientras bateaba 47 jonrones y lideraba en 108 carreras impulsadas. Trumbo empató un récord de carrera en juegos jugados y porcentaje en la base, mientras que marcó máximos en carreras anotadas, hits, jonrones, carreras impulsadas, porcentaje de slugging y OPS. Sus 47 jonrones lo empataron para el cuarto más jonrones en una sola temporada en la historia de la franquicia de los Orioles, empatado con su compañero Chris Davis. Los Orioles terminaron la temporada 89-73, clasificándose para el puesto final de postemporada. En el juego de los Wild Card de los Orioles , Trumbo conectó un jonrón de cuarta carrera en la cuarta entrada para dar a los Orioles una ventaja temprana de 2-1. Los Orioles perdieron 5-2 en 11 entradas.
Trumbo ganó el Premio al Jugador del año por Regreso al Sporting de AL por sus logros durante la temporada 2016. También ganó el Silver Slugger Award, el primero de su carrera.
El 20 de enero de 2017, Trumbo firmó un contrato de tres años con los Orioles. En la jornada inaugural, Trumbo bateó un jonrón para los Orioles, contra los Azulejos, en la undécima entrada. Terminó el juego con dos hits, un doble, un home run y dos RBIs. La explosión fue el sexto cuadrangular de Trumbo en su carrera.
El 5 de septiembre de 2017, Trumbo bateó su carrera número 200 en su carrera en contra de CC Sabathia. En 2017, bateó para .234 / .289 / .397 en 559 al bate. Tuvo cuatro imparables durante la temporada, la mayor cantidad en MLB.
Trumbo comenzó la temporada en la lista de incapacitados, faltando el primer mes de la temporada. Fue activado el 1 de mayo. Trumbo tuvo que someterse a una operación de fin de temporada de rodilla en agosto. Terminó el año con un promedio de bateo de .261 junto con 17 jonrones y 44 carreras impulsadas en 358 apariciones en el plato. Solo jugó 90 partidos debido a sus lesiones.